# Terela
Terela (ali mala Zemlja) je model Zemlje kot magneta, ki ga je izdelal William Gilbert. Model temelji na magnetovcu in kaže naklon magnetne osi Zemlje.